# Giải bóng đá nữ vô địch quốc gia 2004
Giải bóng đá nữ vô địch quốc gia 2004 là mùa giải thứ 7 do VFF tổ chức mà không có nhà tài trợ. Năm 2004, Giải vô địch Bóng đá Nữ Quốc gia lần thứ VII chỉ có 6 đội tham dự bao gồm: Thành phố Hồ Chí Minh, Hà Nội, Hà Tây, Hà Nam, Than Cửa Ông và Thái Nguyên, tất cả các đội thi đấu vòng tròn 1 lượt cả lượt đi và lượt về, đội có số điểm cao nhất là đội vô địch, Giải khởi tranh từ 1-6 đến 8-8-2004 tại Quê Lụa, Hà Tây.

## Cách tính điểm, xếp hạng
- Đội thắng: 3 điểm
- Đội hoà: 1 điểm
- Đội thua: 0 điểm

Tính tổng số điểm của các Đội đạt được để xếp thứ hạng.
- Nếu có từ hai Đội trở lên bằng điểm nhau, thứ hạng các Đội sẽ được xác định như sau: trước hết sẽ tính kết quả của các trận đấu giữa các Đội đó với nhau theo thứ tự: 
  - Tổng số điểm.
  - Hiệu số của tổng số bàn thắng trừ tổng số bàn thua.
  - Tổng số bàn thắng.

Đội nào có chỉ số cao hơn sẽ xếp trên.
Nếu các chỉ số vẫn bằng nhau, Ban tổ chức sẽ tổ chức bốc thăm để xác định thứ hạng của các Đội (trong trường hợp chỉ có hai đội có các chỉ số trên bằng nhau và còn thi đấu trên sân thì sẽ tiếp tục thi đá luân lưu 11m để xác định đội xếp trên).

## Tổng kết mùa giải
- Vô địch: Thành phố Hồ Chí Minh;
- Hạng Nhì: Hà Nội;
- Hạng Ba: Hà Nam;
- Vua phá lưới: Đỗ Hồng Tiến (Thành phố Hồ Chí Minh) 8 bàn;
- Cầu thủ xuất sắc nhất: Quách Thanh Mai (Hà Nội)
- Thủ môn xuất sắc nhất giải: Đoàn Thị Hải Sâm (Hà Nam)

## Lịch thi đấu và kết quả
| GIẢI BÓNG ĐÁ NỮ VÔ ĐỊCH QUỐC GIA 2004 | GIẢI BÓNG ĐÁ NỮ VÔ ĐỊCH QUỐC GIA 2004 | GIẢI BÓNG ĐÁ NỮ VÔ ĐỊCH QUỐC GIA 2004 | GIẢI BÓNG ĐÁ NỮ VÔ ĐỊCH QUỐC GIA 2004 | GIẢI BÓNG ĐÁ NỮ VÔ ĐỊCH QUỐC GIA 2004 |
| ------------------------------------- | ------------------------------------- | ------------------------------------- | ------------------------------------- | ------------------------------------- |
| Ngày                                  | Đội 1                                 | Tỷ số                                 | Đội 2                                 |                                       |
| 1/7/2004                              | Hà Nội                                | 1-2                                   | Hồ Chí Minh                           |                                       |
| 1/7/2004                              | Hà Nam                                | 3-0                                   | Thái Nguyên                           |                                       |
| 2/7/2004                              | Than Cửu Ông                          | 0-3                                   | Hà Tây                                |                                       |
| 4/7/2004                              | Than Cửa Ông                          | 2-1                                   | Thái Nguyên                           |                                       |
| 5/7/2004                              | Hà Nội                                | 1-1                                   | Hà Nam                                |                                       |
| 5/7/2004                              | Hồ Chí Minh                           | 3-1                                   | Hà Tây                                |                                       |
| 9/7/2004                              | Hồ chí Minh                           | 2-0                                   | Hà Nam                                |                                       |
| 10/7/2004                             | Thái Nguyên                           | 1-1                                   | Hà Tây                                |                                       |
| 11/7/2004                             | Than Cửa Ông                          | 3-0                                   | Hà Nội                                |                                       |
| 15/7/2004                             | Hà Nam                                | 2-1                                   | Hà Tây                                |                                       |
| 16/7/2004                             | Hà Nội                                | 5-2                                   | Thái Nguyên                           |                                       |
| 17/7/2004                             | Than Cửa Ông                          | 0-2                                   | Hồ Chí Minh                           |                                       |
| 28/7/2004                             | Hà Nam                                | 1-1                                   | Hồ Chí Minh                           |                                       |
| 28/7/2004                             | Hà Nội                                | 1-0                                   | Hà Tây                                |                                       |
| 29/7/2004                             | Thái Nguyên                           | 1-1                                   | Than Cửa Ông                          |                                       |
| 4/8/2004                              | Hà Nội                                | 3-0                                   | Thái Nguyên                           |                                       |
| 4/8/2004                              | Hà Nam                                | 1-0                                   | Than Cửa Ông                          |                                       |
| 5/8/2004                              | Hồ Chí Minh                           | 1-0                                   | Hà Tây                                |                                       |
| 7/8/2004                              | Hà Nội                                | 1-1                                   | Than Cửa Ông                          |                                       |
| 8/8/2004                              | Hà Nam                                | 2-0                                   | Hà Tây                                |                                       |
| 8/8/2004                              | Hồ Chí Minh                           | 3-0                                   | Thái Nguyên                           |                                       |

## Bảng xếp hạng
| TT | Đội                   | Trận | Thắng | Hòa | Thua | Hiệu số | Điểm |
| 1  | Thành phố Hồ Chí Minh | 10   | 7     | 2   | 1    | 20-10   | 23   |
| 2  | Hà Nội                | 10   | 6     | 2   | 2    | 16-10   | 20   |
| 3  | Hà Nam                | 10   | 5     | 3   | 2    | 14-9    | 18   |
| 4  | Than Cửa Ông          | 10   | 3     | 3   | 4    | 13-11   | 12   |
| 5  | Hà Tây                | 10   | 2     | 2   | 6    | 10-14   | 8    |
| 6  | Thái Nguyên           | 10   | 0     | 2   | 8    | 8-27    | 2    |